# مارغريت وايت
مارغريت وايت (بالإنجليزية: Margaret Bourke-White)‏ (و. 1904 – 1971 م) هي مصورة، ومصورة حربية، ومصورة أخبار، وصحفية، من إنجلترا، ولدت في نيويورك، توفيت في ستامفورد، عن عمر يناهز 67 عاماً، بسبب مرض باركنسون.

## التعليم
تعلمت في جامعة ميشيغان، وجامعة بيردو، وجامعة كورنيل، وجامعة كولومبيا.

## جوائز
حصلت على جوائز منها:
- قاعة الشهرة الوطنية للمرأة (1990)[14]
- عضوة قاعة مشاهير النساء في كونيتيكت [الإنجليزية]‏.

## وصلات خارجية
- مارغريت وايت على موقع IMDb (الإنجليزية)
- مارغريت وايت على موقع الموسوعة البريطانية (الإنجليزية)
- مارغريت وايت على موقع ميوزك برينز (الإنجليزية)
- مارغريت وايت على موقع ديسكوغز (الإنجليزية)